# Thatcher-Syndrom
Das Thatcher-Syndrom, auch Morbus Thatcher genannt, ist eine Krankheit, nämlich eine sehr seltene angeborene Form einer palmoplantaren Keratose.
Die Bezeichnung bezieht sich auf den Autor der Erstbeschreibung aus dem Jahre 1912 durch den schottischen Arzt Lewis Thatcher.
Die bislang einzige Veröffentlichung berichtet von einer Familie auf der Nordinsel Fetlar der Shetland-Inseln, bei denen eine Keratosis palmoplantaris mit kurzen breiten Händen, warzenförmig, mit hypoplastischen Endphalangen und Uhrglasnägel vorlag. Es wird ein autosomal-rezessiver Vererbungsmodus angenommen.